# Чистяков, Василий Михайлович (лётчик)
Васи́лий Миха́йлович Чистяко́в (1908—1984) — советский лётчик, штурман дальнебомбардировочной авиации. Участник Великой Отечественной войны. Герой Советского Союза (1942). Гвардии полковник.

## Биография
Василий Михайлович Чистяков родился 10 февраля 1908 года в деревне Балахтимерево Устюженского уезда Новгородской губернии Российской империи (ныне Устюженского района Вологодской области Российской Федерации) в многодетной крестьянской семье. Русский. Окончил 4 класса начальной школы.
Трудовой путь начал рано. С детства пас скот, в 16 лет ушёл на отхожий промысел. Работал на лесозаготовках под Ленинградом, потом на Урале. Из деревни в деревню, из города в город ходил вместе со своим напарником, пилил шпалы для строительства железных дорог, заготовлял лес. Работал в Нижне-Туринском леспромхозе Свердловской области. В Перми окончил лесотехническую школу и получил удостоверение «мастера леса». Член ВКП(б) с 1929 года. В 1930 году был призван в Красную Армию и направлен в эскадрон обеспечения учебного процесса 1-й Советской объединённой военной школы РККА имени ВЦИК в Кремле.
В 1931 году поступил в Тамбовскую объединённую кавалерийскую школу. После трёх лет обучения переведён на штурманское отделение Ейской авиационной школы морских лётчиков. В 1935 году после окончания авиационной школы лейтенант Чистяков В. М. был по распределению направлен в город Ростов-на-Дону в авиационный полк на должность штурмана экипажа тяжёлого бомбардировщика ТБ-3.
Великую Отечественную войну встретил в Смоленске, в должности штурмана отряда 1-го тяжёлого бомбардировочного авиационного полка 23-й тяжёлой бомбардировочной авиационной дивизии. Участник боевых действий с июня 1941 года. Осенью 1941 года лётчики полка защищали Москву. В составе полка участвовал в бомбовых ударах по германским войскам на западном направлении.
После разгрома гитлеровских армий под Москвой полк, где служил Чистяков, воевал под Сталинградом, на Южном и других фронтах. К 7 января 1942 года капитан В. М. Чистяков совершил 150 боевых вылетов, из них 88 — ночью, на бомбардировку объектов в тылу врага, аэродромов и речных переправ, живой силы и техники противника, выбрасывал десанты во вражеский тыл.
Указом Президиума Верховного Совета СССР «О присвоении звания Героя Советского Союза начальствующему составу Военно-воздушных сил Красной Армии» от 20 июня 1942 года за «образцовое выполнение боевых заданий командования на фронте борьбы с немецкими захватчиками и проявленные при этом отвагу и геройство» удостоен звания Героя Советского Союза с вручением ордена Ленина и медали «Золотая Звезда».
18 августа 1942 года полк, в котором воевал В. М. Чистяков, получил звание гвардейского. Гвардейское знамя командиру полка Б. Ф. Чирскову вручил заместитель командующего авиацией дальнего действия Г. Г. Гурьянов.
Под новый, 1943 год, разведка донесла, что в одном из фронтовых городов собирается много немецких офицеров для встречи праздника, и экипаж Чистякова получил приказ разбомбить врага, который успешно был выполнен.
Когда на родине Героя, в Устюженском районе Вологодской области, стало известно, что их земляк удостоен высшей государственной награды, жители за несколько месяцев собрали 139 900 рублей на новый самолёт-бомбардировщик для Чистякова, и 15 августа 1943 года на аэродроме Никифоровка, где базировался 1 авиаполк, новый двухмоторный самолёт Ли-2 с надписью «Устюжанин» на борту, был передан экипажу, в котором летал Чистяков В. М.
Первый вылет Василий Михайлович совершил на нём под Харьков, где бомбил скопление вражеских войск, отступавших на запад. С тех пор «Устюжанин» почти ежедневно делал боевые вылеты и к концу октября более тридцати раз побывал в тылу противника. В одном из боёв по ликвидации блокады Ленинграда в 1944 году самолёт был повреждён и не подлежал восстановлению. В дальнейшем его передали в качестве наглядного пособия в одно из лётных военных училищ страны.
День победы штурман гвардии подполковник Чистяков В. М. встретил в Польше. За все время войны он совершил 221 успешный боевой вылет.
После войны лётчик продолжал службу в ВВС СССР. С 1958 года полковник Чистяков в запасе.
Жил и работал в городе Воронеже, скончался там же 29 ноября 1984 года. Похоронен в 8-м квартале Юго-Западного кладбища города Воронежа.

## Награды
- Медаль «Золотая Звезда» (№ 595) (20.06.1942);
- орден Ленина (20.06.1942);
- орден Ленина;
- орден Красного Знамени (09.08.1941);
- орден Красного Знамени;
- орден Александра Невского (25.07.1945);
- орден Отечественной войны 1-й степени (04.06.1943);
- орден Красной Звезды (05.12.1941);
- орден Красной Звезды.

## Память
Имя Героя Советского Союза Чистякова Василия Михайловича увековечено на мемориале в городе Нижняя Тура Свердловской области.